# ナナオ (YouTuber)
ナナオ（1998年〈平成10年〉7月21日 – ）は、YouTubeチャンネル『ナナオは立派なユーチューバー』『兄弟の絆』を主宰する日本のYouTuber、作家。神奈川県川崎市出身。UUUM所属。別名は藤原七瀬。本名は非公開。身長178 cm、体重64.7kg。血液型はB型。

## 経歴
- 2017年
  - 3月 - 桐蔭学園高等学校を卒業[3]。
  - 4月 - 同志社大学法学部法律学科入学[3]。

- 2019年
  - 2月3日 - YouTubeチャンネル『ナナオは立派なユーチューバー』を始動する。

- 2021年
  - 3月 - YouTuber事務所・UUUMに所属。

- 2022年
  - 2月24日 - 自身初の小説『雷轟と猫』を藤原七瀬名義で発表。
  - 3月 - 同志社大学法学部を卒業。
  - 9月28日 - 小説『賢者避行』を藤原七瀬名義で発表。

- 2023年
  - 6月 - 『ナナオは立派なユーチューバー』のチャンネル登録者数が50万人を突破。

- 2024年
  - 3月14日 - エッセイ『幸も不幸も最適量』を藤原七瀬名義で発表。
  - 6月 - WE LABO 「2024年上半期トレンドランキング」のインフルエンサー部門にて、JK界隈2位、地雷界隈1位に選出される。[6]
  - 11月 - 「Simeji presents Z世代トレンドアワード2024」のヒト部門にて、「トレンド芸能人2024」2位に選出される。[7]
  - 11月9日 - サブチャンネル『ナナオの墓場』を改め、兄の 一之条/カヲル（スバル）と『兄弟の絆』を始動する。

- 2025年
  - 2月 - 『兄弟の絆』の登録者数が10万人を突破。
  - 3月‐自身初のコラボカフェ『ナナオは立派なユーチューバー 七変化 CAFE＆SHOP in Tree Village』を期間限定でオープン。

## 来歴
生い立ち
1998年7月21日神奈川県川崎市に姉、兄のいる末っ子として産まれる。父親はサラリーマンで、母親は専業主婦。一軒家を持つ比較的裕福な家庭であった。父親は仕事で忙しく、母親は放任主義のため、自由な環境で育つ。2歳年長の兄(一之条/カオル（スバル）)と同じ保育園に通っていた。幼少期はセーラームーンやプリキュア、リリカルなのはシリーズなどの女児向けコンテンツを好み、「女の子みたい」と周囲の人間に言われることも多かった。
2005年、川崎の公立小学校に入学。いじめ問題を多く抱える地域だったため、人間関係に悩む日々を過ごす。スクールカーストの上位に居続けるために、時に悪知恵を働かせながらさまざまな手段を使っていた。テレビゲームやゲームセンターのカードゲームなど、男児向けコンテンツにも興味を持つようになる。習い事はピアノとサッカー。小学校時代の代表的なエピソードに、「根性焼き事件」(理科の授業の実験中、いじめっ子生徒にマッチの火を腕に押し付けられ根性焼きを受ける)がある。このエピソードは動画内でも度々語られている。
2011年、川崎の公立中学校に入学。陸上部に所属。駅伝部のマネージャーも兼任していた。3年生の時、成城学園高校の推薦入試を受験する。ナナオの同級生10人ほどが受験し、8人が合格したが、ナナオは不合格だった。急遽、兄の通う桐蔭学園高校に一般入試を経て合格。男性恐怖症ながら男子校に進学することとなった。
高校時代
2014年、桐蔭学園高等学校に入学。高校に入学すると、男社会に馴染めず、不登校になる。学校には行っていなかったが自分で勉強していたため、成績は優秀(成績優秀者のクラスであるA帯に所属、英語の偏差値70)であった。不登校になってからは、町田に通うようになり、不登校の中高生グループに参加していた。桐蔭学園というお坊ちゃま学校に通っていることを恥ずかしく思い、グループの面々に高校に通っていることを隠していた。また、「藤原七瀬」という活動名は、当時尊敬していたグループの2人の先輩からそれぞれ取ったものである。大学進学に向けて、高校２年時から早稲田大学を目指して勉強を始めていた。当時、勉強中のBGMにラジオを聴いていたことから声優が好きになった。（好きな声優は津田健次郎、細谷佳正、増田俊樹など）その他にはAKB48や乃木坂46のファンであった。(AKB48での推しは木崎ゆりあ)早稲田大学の合格が厳しい状況になると、両親がGMARCHを嫌っていたこと、父から離れて一人暮らしをしたかったことから同志社大学の受験を決める。父親の母校でもある早稲田大学は不合格であったが、同志社大学法学部法律学科に合格し(同志社大学の一般選抜を受け、全学部に合格した)京都で一人暮らしを始める。
大学時代
2017年4月、同志社大学法学部に入学。在学中、自身の生い立ちをモデルにした小説（後の雷轟と猫）の執筆をしていた。2018年、大学2年時にYouTuberとしての活動を手探りで開始。チャットサービス等で地道な宣伝活動を行っていた。現在のメインチャンネル、「ナナオは立派なユーチューバー」としての活動を始める前の１年間はあまり人気を獲得できなかった。(当時の動画は全て非公開であり、そして当時の視聴者のアカウント名をほとんど把握している)2019年4月、現在のメインYouTubeチャンネル「ナナオは立派なユーチューバー」を開設し、本格的な活動を始める。声優やアニメの話題、不登校あるあるなどが人気を博し、登録者数が伸びていった。2020年、大学4年生の頃、大学の留年が決定。進路のことを見越した計画的な留年である。学費と生活費は自分で賄うことができる見通しが立っていたため、父から留年を隠蔽しようと計画した。そのために実家に郵送された留年の通知書を強奪し、その一部終始を(通称ヤシマ作戦)をYouTube 上で公開したところ、チャンネルを代表とする人気動画となった。2025年6月現在も自身最多の視聴回数(318万回)を記録している。2021年、大学5年生になると、卒業後は民間企業に就職せず、YouTuberとしての活動に専念することを決心。厳格な性格の父にそのことを伝えられず、進路についての質問は曖昧にごまかしていた。12月、卒業が近づく中、進路についての報告が無いことに痺れを切らし、父は京都を訪問。これ以上の言い逃れをできないと感じたナナオは、自身のYouTube活動をカミングアウトした。事務所に所属していること、高い収入があること、そして小説の発売が決定していることを説明し、YouTube活動への理解を得ることができた。同志社大学を卒業すると、東京に引っ越した。

## エピソード
2024年2月、動画内でAぇ! groupの決めポーズをしただけで手首を負傷。
同年7月、ナナオ生誕くじを販売。「ナナオ」にちなんで70円値上げし、一枚770円で販売した。
同年9月、投稿された動画に本名が映り込む事故が発生。それ以降、サブチャンネル『兄弟の絆』などでしばしば本名が仄めかされている。
同年12月25日、歯の矯正のために歯茎を燃やした。
2025年４月、都内にある賃貸のタワーマンションに引っ越した。

## 人物
- ナナオは男性恐怖症である。[12]男性の喋り方が苦手で、上手くコミュニケーションを出来ないが、酒を飲むと嘘かのように変わりコミュニケーション能力が上がる。
- 基本早口で話すが聞きとりやすく、それ故か多くのリスナー（ナナセスト）を惹きつけている。
- 好きな教科は英語や現国、政経。苦手な科目は好きな教科以外。
- 好きな食べ物は生肉。嫌いな食べ物は母親の手料理。 自他ともに認める酒豪である。
- 好きなアニメは、Kや蒼穹のファフナー、夏目友人帳、D.Gray-man、HybridChildなど。
- 動画内でよくリスナーを馬鹿にしている。ナナセストのほとんどが腐女子又は腐男子である。
- アイドルが好き。スノ担で岩本担だと発言しているが、動画内のネタのほとんどは目黒蓮で構成されている。そのためファンのスノ担(ニキめめ担)からはどっちかはっきりしろと思われつつも、趣味が合うと好感度は高い。
- 映画鑑賞やドラマが好きで洋画も見ており、デスパレートな妻たちやゴシップガールの台詞を人生のバイブルにしている。近年は朝ドラにハマっており、カムカムエヴリバディが最も好き。
- 窪田正孝のファンである。

## 関係者
兄（一之条/カヲル）
2歳年上。学習院大学卒。会社員。『兄弟の絆』に出演。
姉
4歳年上。実家で父親と暮らしている。占いと海外旅行が好き。
父親
長野市（旧篠ノ井市）出身。川崎市在住。早稲田大学卒。厳格な性格で、学歴を重視する。多趣味で釣りや料理などを楽しむ。ナナオとは長年不仲であったが、最近は関係が改善している。2024年、役員まで務めた会社を定年退職した。
母親
神奈川県出身。翠嵐高等学校、慶應義塾大学卒。非常に放任主義で、ナナオのように破天荒な発言・行動エピソードが多々ある。ナナオとの関係は比較的良好。野球観戦と世界の定点ライブカメラ鑑賞が趣味。死別。
母方の祖母
神奈川県在住。通称使徒。動画内容についてナナオにメールを送り、家に訪問してくることもある。ナナオら3兄弟は、大学受験を控える多感な時期になると、父と距離を置くため祖母の家に居候していた。
村田さん（水の呼吸さん）【2021年2月〜2022年3月担当】
最初のバディ。ナナオより8歳ほど年上の男性。温厚な性格で、ナナオの棘のある言葉を優しく包み込む、心の広い人柄。ONE PIECEが好き。現在はUUUMを退職している。
地元さん 【2022年4月〜2023年3月担当】
2人目のバディ。ナナオより2歳ほど年上の男性。前述の村田とは対称的にサバサバとした人柄。ナナオとは不仲である。相性の由来は、ナナオの地元の友達(陽キャ)に似ていることから命名された。既婚。
実家太美【2023年4月〜2025年2月担当】
UUUM社員。3人目のバディ。ナナオより1歳年下の女性。成城大学卒。ナナオと仕事以外の会話をすることも多く、友人のように仲が良い。実家が裕福そうであることから命名された。
村岡（ザリガニ女）【2025年2月〜担当】
UUUM社員。４人目のバディ。女性。青山学院大学卒。INTP-T。東海オンエアが好き。

## 著書
- 『雷轟と猫』（KADOKAWA、藤原七瀬名義、2022年2月24日、ISBN 978-4046055798）[1]
- 『賢者避行』（KADOKAWA、藤原七瀬名義、2022年9月28日、ISBN 978-4046059871)
- 『幸も不幸も最適量』（KADOKAWA、藤原七瀬名義、2024年3月14日、ISBN 978-4-04-606779-1)